# Ровзех-Чай
Ровзех-Чай (перс. دهستان روضه‌چای) — дехестан в Ірані, у Центральному бахші шахрестану Урмія провінції Західний Азербайджан. До складу дехестану входять 34 села.

## Села
Алвач, Аліабад, Анхар-е-Алія, Анхар-е-Софлі, Ашнаабад, Бадакі, Баладжі, Балу, Валінде-Алія, Валінде-Софлі, Ґаджін, Ґанджабад, Ґолхар, Ґузґаванд, Даразам, Джехатлу, Зейналу, Кавалак, Кані-Кузан, Карах-Хасанлу, Касрік, Кезель-Ашек, Кешлак-е-Таразлу, Куталан, Лерні, Лур, Мазрае-є Насрабад, Мірабад, Пір-Морад, Тазе-Канд-е-Ангар, Тезхараб, Халіфатан, Ханґах-е-Альвадж, Юрканлу.